# Várdy Béla
Várdy Béla (Steven Béla Várdy) (Bercel, 1935. július 3. – 2018. július 23.) amerikai magyar történész, egyetemi tanár, a Pennsylvania állambeli Pittsburghben a német alapítású katolikus Duquesne Egyetem oktatója, az MTA külső tagja.

## Életrajza
Kisgyermekként, a második világháború utolsó hónapjaiban szülei társaságában hagyta el Magyarországot. Több évi németországi tartózkodás után az 1950-es évek elején az Amerikai Egyesült Államokba vándorolt ki, ahol egyetemi tanulmányait is végezte.
1964-től a Pennsylvania állambeli Pittsburghben a német alapítású katolikus Duquesne Egyetemen tanított, ahol 1998 óta megkülönböztetett egyetemi tanár (distinguished professor), és sok éven át az egyetem Történeti Intézetének (History Forum) igazgatója volt.
Az 1970-es és 1980-as évek folyamán több amerikai és európai egyetem és tudományos intézet vendégkutatója, melynek keretében családjával két évet töltött Magyarországon, a Magyar Tudományos Akadémia Történettudományi Intézetében, illetve az Eötvös Loránd Tudományegyetemen.
Ugyanakkor több tucat észak-amerikai, európai és közép-keleti egyetemen tartott nyilvános előadást. 1990-ben az S. S. Universe nevű egyetemi hajón volt vendégtanár, amellyel körülhajózta a világot. 2001-ben pedig feleségével együtt Olaszországban tanított a Duquesne Egyetem római campusán. Számos amerikai, magyar, és nemzetközi tudományos társaság tagja, illetve egyes esetekben vezetőségi tagja volt.

## Szervezeti tagságok
- Amerikai Történelmi Társulat
- Amerikai Szlavisztikai Társaság
- PEN International Amerikai tagozat
- Nemzetközi Magyar Filológiai Társaság
- Magyar Írószövetség

Egyik alapítója és többszörös elnöke az Amerikai Magyar Történelmi Társulatnak (American Association for the Study of Hungarian History; újabb nevén Hungarian Studies Association). Ugyancsak alapító tagja az Amerikai Magyar Tanáregyesületnek (American Hungarian Educators’ Association). Feleségével együtt alapítója és vezetője a Nyugat-Pennsylvániai Magyar Kulturális Társaságnak (Hungarian Cultural Society of Western Pennsylvania), melynek keretében a hetvenes, nyolcvanas és kilencvenes évek folyamán a magyar szellemi élet jeles képviselőinek tucatjait szerepeltette Pittsburgh-ben; nemcsak a mai Magyarországról, de a történelmi Magyarország egyéb területeiről is, valamint Nyugat-Európából és Észak-Amerikából.
Az elmúlt négy évtized folyamán Várdy Béla mintegy két tucat könyvet írt és szerkesztett, és ugyanakkor több száz tanulmányt és cikket írt a magyarságtudomány és a közép-európai tudományok tárgyköréből. Tanulmányai és cikkei különböző amerikai és európai folyóiratokban, gyűjteményes kötetekben, hetilapokban és lexikonokban jelentek meg. Az utóbbiak között van az Encyclopaedia Britannica és Encyclopedia Americana.
Várdy Béla professzor könyveit a magyar történetírás története, a 19. század magyar művelődéstörténete, az amerikai magyarság története, az etnikai tisztogatás története, valamint a szovjet Gulág rabszolgatáborok története tárgyköreiből írta és szerkesztette.
2012-ben az ő és felesége tiszteletére egykori diákja, Richard P. Mulcahy professzor (University of Pittsburgh) főszerkesztésében — két debreceni kolléga (Angi János és Glant Tibor) közreműködésével — emlékkönyvet írt, amely Hungary through the Centuries: Studies in Honor of Professors Steven Béla Várdy and Agnes Huszár Várdy cím alatt jelent meg 2012-ben. Ezt a kötetet legjelesebb egykori diákja, Michael Hayden tábornok (vezérezredes), az amerikai National Security Agency és a CIA egykori igazgatójának írása vezeti be.
Várdy Béla felesége Várdy Huszár Ágnes irodalomtörténész és regényíró, akivel több munkáját közösen írta és szerkesztette. Angol nyelvű írásaiban Steven Béla Várdy néven szerepelt.

## Művei
- Kosáry Domokos–Várdy Steven Bela: History of Hungarian nation; Danubian Press, Astor park, 1969 (Hungarian heritage books)
  - Kosáry Dominic G.: P. 1. 830-1919
  - Steven Béla Várdy: P. 2. 1919-1968
- Magyarságtudomány az észak-amerikai egyetemeken és főiskolákon; Árpád, Cleveland, 1973
- A magyar történettudomány és a szellemtörténeti iskola; Árpád Akadémia, Cleveland, 1974 (Az Árpád Akadémia ülésein bemutatott értekezések)
- Modern Hungarian historiography; East European Quarterly, Boulder, 1976 (East European monographs)
- B. Steven Várdy–Ágnes H. Várdy: Research in Hungarian-American history and culture: achievements and prospects; Duquesne University Pittsburgh, 1981 (Studies in history Duquesne University)
- Society in change. Studies in honor of Béla K. Király; szerk. Steven Béla Várdy, Ágnes Huszár Várdy; Columbia University Press, New York, 1983 (East European monographs)
- Clio's art in Hungary and in Hungarian-America; East European Monographs–Columbia University Press, Boulder–New York, 1985 (East European monographs)
- Louis the Great king of Hungary and Poland; szerk. S. B. Vardy, Géza Grosschmid, Leslie S. Domonkos; East European Monographs–Columbia University Press, Boulder–New York, 1986 (East European monographs)
- Baron Joseph Eötvös, 1813-1871. A literary biography; Social Science Monographs–Atlantic Studies on Society in Change–Columbia University Press, Boulder–Highland Lakes–New York, 1987 (East European monographs)
- Triumph in adversity. Studies in Hungarian civilization in honor of professor Ferenc Somogyi on the occasion of his eightieth birthday; szerk. Várdy Steven Béla, Huszár Várdy Ágnes; East European Monographs–Columbia University Press, Boulder–New York, 1988 (East European monographs)
- Magyars in America, 1-2.; The Washington Times Corporation, Washington, 1988
  - Early immigrants and the great economic migration from rural Hungary
  - Hungarian intellectual and political immigration to America
- Várdy Béla–Várdy Huszár Ágnes: A nation's sacred destiny, 1-2.; The Washington Times Corporation, Washington, 1988
  - Heroic legends of the Huns and the Magyars
  - Legends of Magyar heroes after the conquest of the lands that became Hungary
- Várdy Steven Béla–Huszár Várdy Ágnes: The Austro-Hungarian mind: at home and abroad; East European Monographs–Columbia University Press, Boulder–New York, 1989 (East European monographs)
- Attila; Chelsea House Publishing, New York–Philadelphia, 1991 (World leaders)
- Historical dictionary of Hungary; Scarecrow, Lanham–London, 1997 (European historical dictionaries)
- Magyarok az Újvilágban. Az észak-amerikai magyarság rendhagyó története; Magyar Nyelv és Kultúra Nemzetközi Társasága, Bp., 2000 (Nyelv és lélek)
- The Hungarian Americans; Simon, Safety Harbor, 2001 (The immigrant heritage of America series)
- Ethnic cleansing in twentieth-century Europe; szerk. Steven Béla Várdy, T. Hunt Tooley, társszerk. Agnes Huszár Várdy, előszó Otto von Habsburg; Social Science Monographs–Columbia University Press, Boulder–New York, 2003
- Várdy Béla–Várdy Huszár Ágnes: Újvilági küzdelmek. Az amerikai magyarok élete és az óhaza; szerk., mutatók Biernaczky Szilárd; Mundus, Bp., 2005 (Az Antall József Emlékbizottság és Baráti Társaság évkönyvei)
- Várdy Béla–Várdy Huszár Ágnes: Stalin's Gulag. The Hungarian experience; Word Association Publishers, Tarentum, 2007
- Várdy Béla–Várdy Huszár Ágnes: Magyarok a Gulag rabszolgatáboraiban; Kairosz, Bp., 2007
- Várdy Béla–Várdy Huszár Ágnes: German contributions to Western civilization; Institute for German-American Relations, Pittsburgh, 2009 (Monograph Institute for German American Relations)
- Várdy Béla–Várdy Huszár Ágnes: Magyarok a Gulag rabszolgatáboraiban; 2. jav. kiad.; Kairosz, Bp., 2010
- Steven Béla Várdy–Agnes Huszár Várdy: Hungarian Americans in the current of history; East European Monographs–Columbia University Press, Boulder–New York, 2010 (East European monographs)

Legtöbb művét Várdy Huszár Ágnes közreműködésével készítette.

## Díjak, kitüntetések
- Tudományos Nagydíj (Duquesne University), 1985
- Berzsenyi-díj (Budapest), 1992
- Aranyérem (Árpád Akadémia, Cleveland, Ohio) 1997
- “Distinguished Professor” cím (Duquesne University), 1998
- A Magyar Köztársasági Érdemrend tisztikeresztje (2001)
- Pro Libertate díszoklevél (Rákóczi Foundation, Torontó, Kanada), 2005
- Aranyérem (Magyar Forradalmi Bizottság), 2006
- Díszdoktorátus (Nagy Lajos Király Magánegyetem), 2007
- Magyar Tudományos Akadémia külső tagsága, 2010
- Díszdoktorátus (Miskolci Egyetem), 2010
- Magyar Örökség díj (2013)